# Línea 20 (TUC Pamplona)
| 20 | Bianako Printzea ↔ Gorraitz Príncipe de Viana ↔ Gorráiz |

La línea 20 del Transporte Urbano Comarcal de Pamplona (EHG/TUC) es una línea de autobús urbano que conecta Pamplona con Gorráiz.
A lo largo de su recorrido conecta lugares importantes como la Ciudad de la Innovación, el Colegio Oficial de Médicos de Navarra, la Plaza de las Merindades, la Plaza Príncipe de Viana, el Castillo de Gorráiz y el Club de Golf de Gorráiz

## Historia
La línea abrió en 1953, explotada por la empresa La Villavesa SA. Era la línea nocturna de la red.
En 1969, tras el cierre de La Villavesa SA, la línea pasa a manos de la COTUP.
En 1999, con la reordenación del Transporte Urbano Comarcal, se sustituye su recorrido nocturno por uno diurno, entre Príncipe de Viana y Gorráiz, sustituyendo a las entonces líneas 5 y 6 de "cercanías a Pamplona", operadas por La Montañesa SA
En mayo de 2013 se modifica el recorrido de los fines de semana para dar servicio a Lezcairu.
En septiembre de 2017 se suprimió la parada en Fuente de la Teja, en el barrio de Lezcairu, que pasó a ser asistida por la línea 22.
En noviembre de 2017 se mejoraron las frecuencias de la línea.
En abril de 2019 la línea incorporó dos paradas nuevas en el barrio de Erripagaña, aunque no sin polémica, porque se limitan a la avenida principal del barrio y, en el resto de calles, el servicio de autobús no conecta con Pamplona.

## Explotación

### Frecuencias
La línea está operativa todos los días del año. Estas son las frecuencias del tronco de la línea:
- Laborables: 20' (de 06:33 a 22:33)
- Sábados: 30' (de 06:45 a 22:20)
- Domingos y festivos: 30' (de 06:45 a 22:20)

### Recorrido
Según los servicios, los autobuses realizan un recorrido u otro. Estos son los recorridos:
- Príncipe de Viana ↔ Gorráiz Norte
- Príncipe de Viana ↔ Gorráiz Sur
- Príncipe de Viana ↔ Urbanización Itaroa
- Príncipe de Viana ↔ Gorráiz Norte · Gorráiz Sur

En los tres primeros casos, uno de cada tres autobuses realiza cada recorrido en días laborables. En los dos últimos, uno de cada dos autobuses realiza cada recorrido el resto de los días.

## Paradas
|  | Parada                                         | Parada | Parada | Parada | Parada | Parada | Parada | Parada | Parada                                              | Municipio  | Correspondencia                          |  |
|  | ---------------------------------------------- | ------ | ------ | ------ | ------ | ------ | ------ | ------ | --------------------------------------------------- | ---------- | ---------------------------------------- |  |
|  | Plaza del Príncipe de Viana nº2-3              |        |        |        | ■      |        |        |        | Bianako Printzearen Plaza 2-3                       | Pamplona   | 1 2 3 4 5 8 9 10 11 12 15 17 18 21 23 25 |  |
|  | Avenida de la Baja Navarra nº14                |        |        |        | ■      |        |        |        | Bexe Nafarroako Etorbidea 14                        | Pamplona   | 1 2 3 4 5 6 8 9 10 11 12 17 18 22 23 25  |  |
|  | Avenida de la Baja Navarra nº34                |        |        |        | ■      |        |        |        | Bexe Nafarroako Etorbidea 34                        | Pamplona   | 4 10 12 18 22 23                         |  |
|  | Avenida de la Baja Navarra nº64                |        |        |        | ■      |        |        |        | Bexe Nafarroako Etorbidea 64                        | Pamplona   | 4 10 12 18 23                            |  |
|  | Carretera Sarriguren (Calle Fuente de la Teja) |        |        |        | ■      |        |        |        | Sarrigurengo Errepidea (Teilako Iturria Kalea)      | Pamplona   | 18 19 23                                 |  |
|  | Carretera Sarriguren (frente nº11)             |        |        |        | ■      |        |        |        | Sarrigurengo Errepidea (11aren parean)              | Pamplona   | 18 19 23                                 |  |
|  | Carretera Sarriguren (Mendillorri)             |        |        |        | ■      |        |        |        | Sarrigurengo Errepidea (Mendillorri)                | Pamplona   | 12 18 23                                 |  |
|  | Avenida de Erripagaña (Calle Berlín)           |        |        |        | ■      |        |        |        | Erripagañako Etorbidea (Berlin Kalea)               | Burlada    | 19                                       |  |
|  | Avenida de Erripagaña (Calle La Valeta)        |        |        |        | ■      |        |        |        | Erripagañako Etorbidea (La Valeta Kalea)            | Burlada    |                                          |  |
|  | Carretera Sarriguren (Rotonda Areta)           |        |        |        | ■      |        |        |        | Sarrigurengo Errepidea (Areta Birbilgunea)          | Sarriguren | 18 23                                    |  |
|  | Ciudad de la Innovación                        |        |        |        | ■      |        |        |        | Berrikuntzako Hiria                                 | Sarriguren |                                          |  |
|  | Carretera de Huarte (Polideportivo)            |        |        |        | ■      |        |        |        | Uharteko Errepidea (Kirolgunea)                     | Olaz       | 23                                       |  |
|  | Rotonda de Salida (Centro Comercial)           |        |        |        | ■      |        |        |        | Irteerako Birbilgunea (Merkaritzagunea)             | Gorráiz    |                                          |  |
|  |                                                |        |        |        |        |        |        |        |                                                     |            |                                          |  |
|  | Avenida Egüés nº28                             |        | •      |        |        |        |        |        | Egues Etorbidea 28                                  | Gorráiz    |                                          |  |
|  | Avenida Egüés nº48                             |        | •      |        |        |        |        |        | Egues Etorbidea 48                                  | Gorráiz    |                                          |  |
|  | Avenida Egüés nº62                             |        | •      |        |        |        |        |        | Egues Etorbidea 62                                  | Gorráiz    |                                          |  |
|  | Avenida Egüés nº70                             |        | •      |        |        |        |        |        | Egues Etorbidea 70                                  | Gorráiz    |                                          |  |
|  | Camino Ardanaz (Calle Gurimendi)               |        |        |        | •      |        |        |        | Ardanatz Bidea (Gurimendi Kalea)                    | Gorráiz    |                                          |  |
|  | Camino Ardanaz nº26                            |        |        |        | •      |        |        |        | Ardanatz Bidea 26                                   | Gorráiz    |                                          |  |
|  | Calle Lezáun (frente nº7)                      |        |        |        | •      |        |        |        | Lezaun Kalea (7aren parean)                         | Gorráiz    |                                          |  |
|  | Urbanización Itaroa nº177                      |        |        |        |        |        | •      |        | Itaroa Urbanizazioa 177                             | Gorráiz    |                                          |  |
|  | Urbanización Itaroa (frente nº66)              |        |        |        |        |        | •      |        | Itaroa Urbanizazioa (66aren parean)                 | Gorráiz    |                                          |  |
|  |                                                |        |        |        |        |        |        |        |                                                     |            |                                          |  |
|  | Urbanización Itaroa (frente nº66)              |        |        |        |        |        | •      |        | Itaroa Urbanizazioa (66aren parean)                 | Gorráiz    |                                          |  |
|  | Urbanización Itaroa nº55                       |        |        |        |        |        | •      |        | Itaroa Urbanizazioa 55                              | Gorráiz    |                                          |  |
|  | Calle Lezáun (frente nº7)                      |        |        |        | •      |        |        |        | Lezaun Kalea (7aren parean)                         | Gorráiz    |                                          |  |
|  | Camino Ardanaz (Calle Zaldoko)                 |        |        |        | •      |        |        |        | Ardanatz Bidea (Zaldoko Kalea)                      | Gorráiz    |                                          |  |
|  | Camino Ardanaz (Calle Gurimendi)               |        |        |        | •      |        |        |        | Ardanatz Bidea (Gurimendi Kalea)                    | Gorráiz    |                                          |  |
|  | Avenida Egüés nº70                             |        | •      |        |        |        |        |        | Egues Etorbidea 70                                  | Gorráiz    |                                          |  |
|  | Calle Itaroa (frente nº190)                    |        | •      |        |        |        |        |        | Itaroa Kalea (190aren paren)                        | Gorráiz    |                                          |  |
|  | Calle Itaroa (frente nº96-98)                  |        | •      |        |        |        |        |        | Itaroa Kalea (96-98aren paren)                      | Gorráiz    |                                          |  |
|  | Avenida Egüés nº13                             |        | •      |        |        |        |        |        | Egues Etorbidea 13                                  | Gorráiz    |                                          |  |
|  |                                                |        |        |        |        |        |        |        |                                                     |            |                                          |  |
|  | Rotonda de Salida (Calle Urbikain)             |        |        |        | ■      |        |        |        | Irteerako Birbilgunea (Urbikain Kalea)              | Gorráiz    |                                          |  |
|  | Carretera de Huarte (frente Polideportivo)     |        |        |        | ■      |        |        |        | Uharteko Errepidea (Kirolgunearen parean)           | Olaz       | 23                                       |  |
|  | Ciudad de la Innovación                        |        |        |        | ■      |        |        |        | Berrikuntzako Hiria                                 | Sarriguren |                                          |  |
|  | Carretera Sarriguren (Calle Roma)              |        |        |        | ■      |        |        |        | Sarrigurengo Errepidea (Erroma Kalea)               | Sarriguren | 18 23                                    |  |
|  | Avenida de Erripagaña (Calle Lisboa)           |        |        |        | ■      |        |        |        | Erripagañako Etorbidea (Lisboa Kalea)               | Burlada    |                                          |  |
|  | Avenida de Erripagaña (Calle Berlín)           |        |        |        | ■      |        |        |        | Erripagañako Etorbidea (Berlin Kalea)               | Burlada    | 19                                       |  |
|  | Carretera Sarriguren (Polígono Erripagaña)     |        |        |        | ■      |        |        |        | Sarrigurengo Errepidea (Erripagaña Industrialdea)   | Pamplona   | 12 18 23                                 |  |
|  | Carretera Sarriguren nº11                      |        |        |        | ■      |        |        |        | Sarrigurengo Errepidea 11                           | Pamplona   | 18 19 23                                 |  |
|  | Carretera Sarriguren (Calle Fuente de la Teja) |        |        |        | ■      |        |        |        | Sarrigurengo Errepidea (Teilako Iturria Kalea)      | Pamplona   | 18 19 23                                 |  |
|  | Avenida de la Baja Navarra (frente Seminario)  |        |        |        | ■      |        |        |        | Bexe Nafarroako Etorbidea (Apaizgaitegiaren parean) | Pamplona   | 4 10 12 18 23                            |  |
|  | Avenida de la Baja Navarra nº28                |        |        |        | ■      |        |        |        | Bexe Nafarroako Etorbidea 28                        | Pamplona   | 4 10 12 18 22 23                         |  |
|  | Plaza de las Merindades                        |        |        |        | ■      |        |        |        | Merindadeen Plaza                                   | Pamplona   | 1 2 3 4 5 6 8 9 10 11 12 17 18 22 23 25  |  |
|  | Plaza del Príncipe de Viana nº2-3              |        |        |        | ■      |        |        |        | Bianako Printzearen Plaza 2-3                       | Pamplona   | 1 2 3 4 5 8 9 10 11 12 15 17 18 21 23 25 |  |

## Tráfico
| Año  | Pasajeros | Variación |
| ---- | --------- | --------- |
| 2018 | 556 771   | ▲ 14,7%   |
| 2019 | 638 356   | ▲ 14,7%   |

## Futuro
No se prevén nuevas extensiones o modificaciones del servicio por ahora.